# Episodi de La que se avecina (decima stagione)
La decima stagione della serie televisiva La que se avecina è stata trasmessa in anteprima in Spagna da Telecinco tra il 4 ottobre 2017 e il 21 dicembre 2017.
| nº | Titolo originale                                                                                             | Titolo italiano | Prima TV Spagna  | Prima TV Italia |
| -- | --- | --------------- | ---------------- | --------------- |
| 1  | Un show-room, un gobierno en funciones y un mariquita negador                                                |                 | 4 ottobre 2017   |                 |
| 2  | Una asexual, unas amiguis y un fantasma goloso                                                               |                 | 11 ottobre 2017  |                 |
| 3  | Una sugarbaby, un filet muñón y un diógenes exprés                                                           |                 | 18 ottobre 2017  |                 |
| 4  | Una conserja, un romance imposible y un cuesco traicionero                                                   |                 | 23 ottobre 2017  |                 |
| 5  | Una novia virtual, una Pretty Chacha y un mamoneo confuso                                                    |                 | 30 ottobre 2017  |                 |
| 6  | Un referente paterno, una maldición rumana y la caza del fornicador del trastero                             |                 | 6 novembre 2017  |                 |
| 7  | Una hipoteca bienestar, dos inventores frustrados y una marisquería-cabaret                                  |                 | 13 novembre 2017 |                 |
| 8  | Un suegro lapa, una maruja liberada y una epidemia youtuber                                                  |                 | 20 novembre 2017 |                 |
| 9  | Un chupito castrador, un mozo leal y sumiso y dos estrategas del amor                                        |                 | 27 novembre 2017 |                 |
| 10 | Un bypass, un conserje titulado y un mayorista zulú                                                          |                 | 4 dicembre 2017  |                 |
| 11 | Un depredador africano, una muñequita rusa y una noche chochete-free                                         |                 | 11 dicembre 2017 |                 |
| 12 | Un chochete pasajero, una lesbiana con mochila y el padre Piruelas                                           |                 | 18 dicembre 2017 |                 |
| 13 | Un culebrón interracial, una detención ilegal y el palacete del Conde Manfredzum Neuenthurn von der Pfordten |                 | 21 dicembre 2017 |                 |